# Veliki Dubovik (Bosanska Krupa)
Pour les articles homonymes, voir Veliki Dubovik.
Veliki Dubovik (en cyrillique : Велики Дубовик) est un village de Bosnie-Herzégovine. Il est situé dans la municipalité de Bosanska Krupa, dans le canton d'Una-Sana et dans la fédération de Bosnie-et-Herzégovine. Selon les premiers résultats du recensement bosnien de 2013, il compte 126 habitants.

## Démographie

### Évolution historique de la population
| 1948 | 1953 | 1961 | 1971 | 1981 | 1991 | 2013 |
| ---- | ---- | ---- | ---- | ---- | ---- | ---- |
| -    | -    | 458  | 444  | 444  | 392  | 126  |

|  |